# 강화 정족산성진지
강화 정족산성진지(江華 鼎足山城陣址)는 인천광역시 강화군 전등사에 있는 조선시대의 정족산 사고를 수호할 목적으로 조선중기 이후 설치된 국방시설이다. 2014년 4월 16일 인천광역시의 기념물 제66호로 지정되었다.

## 개요
정족산성진은 정족산 사고를 수호할 목적으로 조선중기 이후 설치된 국방시설이다. 1907년 방화로 전체 소실되어 평탄지로 있던 곳을 2008년 발굴조사하여 11개소의 건물지를 포함 대규모 유구가 발굴되었다. 1870년대 이후 제작한 것으로 추정되는 「정족산성진」 지도에 표현되어 있는 내사, 진사, 포량고 등의 건물지와 담장시설, 문지 등을 대부분 확인하였다. 발굴된 일부 건물지의 경우 정족산성진 설치 이전인 1784년(정조 8년)에 건립된 정족창과 관련된 건물지로 파악된다.

## 같이 보기
- 강화 정족산사고지 - 인천광역시 기념물 제67호

## 참고 자료
- 강화 정족산성진지 - 국가유산청 국가유산포털